# Anzacia
Anzacia là một chi nhện trong họ Gnaphosidae.

## Các loài
Tính đến  tháng 5 năm 2019, chi nhện Anzacia bao gồm 15 loài:
- Anzacia daviesae Ovtsharenko & Platnick, 1995 – Úc (Queensland)
- Anzacia debilis (Hogg, 1900) – Úc (Victoria)
- Anzacia dimota (Simon, 1908) – Úc (Victoria)
- Anzacia gemmea (Dalmas, 1917) – New Zealand, Úc (Phillip Is.)
- Anzacia inornata (Rainbow, 1920) – Úc (Norfolk Is.)
- Anzacia invenusta (L. Koch, 1872) – Úc (New South Wales)
- Anzacia micacea (Simon, 1908) – Úc (Western Australia)
- Anzacia mustecula (Simon, 1908) – New Guinea, Úc (mainland, Cato Is., Lord Howe Is.)
- Anzacia perelegans (Rainbow, 1894) – Úc (New South Wales)
- Anzacia perexigua (Simon, 1880) (type) – New Caledonia
- Anzacia petila (Simon, 1908) – Úc (Western Australia)
- Anzacia respersa (Simon, 1908) – Úc (Western Australia)
- Anzacia sarrita (Simon, 1908) – Úc (Capital Territory, Victoria, Tasmania)
- Anzacia signata (Rainbow, 1920) – Úc (Norfolk Is.)
- Anzacia simoni Roewer, 1951 – Úc (Western Australia, Victoria)